# Hejmdal
 For alternative betydninger, se Heimdal. (Se også artikler, som begynder med Heimdal)
Hejmdal, Heimdal, Heimdall eller Heimdallr (norrønt: Heimdallr) er en af de mest gådefulde guder i den nordiske mytologi. Fordi han har fantastisk syn og hørelse, optræder han i myterne som gudernes vagtmand, der sidder ved enden af Bifrost og sørger for, at ingen jætter sniger sig ind i Asgård. Ved Ragnarok blæser han i Gjallarhornet, når jætterne angriber, så resten af guderne og einherjerne kan forberede sig til kampen. Ifølge Vølven skal han i det sidste slag kæmpe mod Loke. Det vil ende med, at de dræber hinanden, men Hejmdal vil alligevel være den sidste af guderne, der dør i Ragnarok. Han blev født i urtiden ved verdens rand af ni mødre.
Der er blevet fremsat flere teorier om hans funktion og oprindelse, fx kan han have været en gammel sol- eller månegud, en personificering af verdensaksen, menneskets stamfader, eller ligefrem hersker over den verden, som skal stige op efter Ragnarok. Der er også blevet påvist paralleller i andre mytologier, fx hos den samiske verdensgud Varalden Olmay og i keltisk-irsk folketro og mytologi. Den norske religionsforsker Gro Steinsland har ligefrem foreslået, at Hejmdal kan være resultatet af en sammensmeltning af forskellige traditioner. Der findes ingen levn, hverken i de skriftlige kilder eller i det arkæologiske og topografiske materiale, der peger på en religiøs dyrkelse af Hejmdal i vikingetiden. Det kan enten betyde, at han er en meget gammel guddom, der havde mistet sin betydning, eller at han aldrig havde været genstand for en kult.

## Etymologi og tilnavne
Navnets etymologi er ikke helt klar, men "han som lyser over verden" er blevet foreslået. Heimdallr er muligvis forbundet med Mardöll, der er et af Frejas navne. Heimdallr og varianter heraf bliver nogle gange angliseret som Heimdall; hvor det nominative -r droppes).
Der bliver givet tre andre navne for Hejmdal; Hallinskiði, Gullintanni og Vindlér (også stavet Vindhlér eller Vindlæ). Betydningen af navnet Hallinskiði er ukendt, men det har resulteret i en række forsøg på at afkode det. Gullintanni betyder i bogstaveligste forstand "ham med de gyldne tænder". Vindlér (eller Vindhlér) og oversættes som enten "han som beskytter mod vinden" eller "vind-hav". Alle tre navne har affødt adskillige teorier om guden.

## Karakteristik, funktioner og roller
På baggrund af de brudstykker af myter om Hejmdal, der er blevet overleveret, fremtræder Heimdals funktion og væsen meget uklart. Steinsland beskriver ham som den mest gådefulde guddom, der i myterne optræder som fjern og ophøjet. For Steinsland virker Hejmdal som en gammel gud, der blev revitaliseret i vikingetiden. Steinsland mener, at Hejmdal i  højere grad er knyttet til den kosmiske dimension, rum og tid, og med menneskeheden som helhed, end med dagligdagen, som nogle af de andre mere kendte guder. I Snorre Sturlasons tekster findes der en række oplysninger om Hejmdal, hvoraf en del ikke kan genfindes i de kendte myter. Sammen med de mange gådefulde skjaldekenninge tyder det på, at der har eksisteret flere tabte myter om Hejmdal, fx en der forklarer, hvorfor et sværd kan kaldes Hejmdals hoved og omvendt.

### Gudernes vagtpost
I de overleverede myter bliver han tillagt særlige egenskaber og ejendele, der er relateret til hans funktion som vagtpost. Hans hørelse er fantastisk, han kan høre græsset gro og ulden vokse på fårene. Han var i stand til at se 50 mile bort og lige godt dag og nat. Og han behøvede ikke mere søvn end en fugl hver nat. Hans bolig hedder Himmelbjerg (norrønt: Himinbjörg), og det ligger, hvor Bifrosts ene ende er fastgjort. Det er broen mellem Asgård og Midgård. Bifrost er det samme som regnbuen. Den flytter sig hele tiden, så at ingen andre end guderne kan gå over den. Det røde i broen er brændende ild. Ingen kunne slippe uopdaget forbi Hejmdal, og guderne satte ham til at vogte broen, så ingen jætter skulle komme over den. Hans horn kaldes Gjallarhornet, og når der blæses i det, kan det høres i både menneskenes (Midgård) og gudernes verden (Asgård), Jætternes verden (Jotunheim), underverdenen (Hel) og en masse andre verdner som f.eks. Vanaheim, Alfheim, Svartalheim, Niflheim og Muspelheim. Det skal bruges til at vække guderne, når fjenderne truer dem. Signalet fra dette horn skal markere begyndelsen på Ragnarok, verdens undergang. I kampen skal Hejmdal selv møde den lumske Loke, der er jætternes anfører. De vil sende hinanden i døden, ligesom Thor og Midgårdsormen eller Odin og Fenrisulven. Hejmdal ejede også hesten Guldtop. Anders Bæksted betegner billedet af himlens årvågne vogter som en sen forestilling, der var påvirket af klassiske traditioner.

### Lokes Fjende
Trods sin funktion som vagt var Hejmdal ingen krigergud. Der er dog overleveret én myte med ham som hovedperson, der involverer kamp. I skjaldedigtet Húsdrápa er der et kort resumé af Hejmdals og Lokes kamp om Frejas smykke Brísingamen. De to var tilsyneladende svorne fjender og skulle også mødes ved Ragnarok. Fjendskabet var tydeligt og måske noget oprindeligt og konstant mellem dem. Völuspá fortæller, at de vil dræbe hinanden her. Margaret Clunies Ross beskriver dem på én gang som hinandens modsætning og parallel. Hun fremhæver, at de begge lever i udkanten af gudernes sociale sfære, dog af forskellige grunde: Hejmdal som vagtpost, Loke hvis loyalitet kan diskuteres. Grunden til Loke og Hejmdals fjendskab findes ikke i det bevarede kildemateriale, men Clunies Ross foreslår, at det symboliserer det, at de befinder sig på to diametralt modsatte positioner i det mytologiske system; Loke er skyld i gudernes fald, mens Hejmdal er den evigt loyale vagtmand.

### Født af ni kvinder
I eddadigtet Hyndlaljóð omtales en gud, som er født ved jomfrufødsel af ni jættesøstre i tidens ophav, ved jordens rand. Denne gud regnes almindeligvis som Hejmdal. Snorre citerer fra et ellers tabt digt Hejmdal for selv at sige: "Ni mødres søn er jeg, ni søstres søn er jeg." Tidligere blev de ni mødre i reglen identificeret med havguderne Ægir og Rans ni døtre. De var en repræsentation af havets bølger. Dette er dog ikke det eneste nitallige kvindekollektiv; i digtet Fjólvinnsmál optræder der også et, ligesom Njord tildeles ni døtre i Solsangen. Hans mødre kan også være de ni jætter, der nævnes i Völuspá vers 2, det ville gøre ham ældre end Odin. Nitallet symboliserede helhed i nordisk kultur, og kollektiver bestående af bl.a. ni kvinder er ikke ualmindelige i mytologien. I Hyndlaljóð kaldes hans mødre Atla, Augeria, Aurgiafa, Egia, Gjalp, Greip, Jernsaxa, Sindur og Ulfrun. I en anden kilde det nævnes at navnene på Ægirs ni døtre var Himinglæva, Dufa, Blodughadda, Hefring, Ud, Hrønn, Bølge, Drøfn og Kolga. Disse navne har sandsynligvis udelukkende haft en rent symbolsk betydning, da de alle er forskellige ord for begrebet "bølge".
Hejmdals fødsel gør ham unik: Hvis han er søn af bølgerne, fandt den sted på stranden mellem havet og landet, hvilket giver ham en liminal status. Men alene hans status som søn af ni mødre gør ham meget usædvanlig. Det slægtsmæssige ophav var en afgørende faktor i den nordiske kultur, og det er faderens æt, der normalt afgjorde individets plads i samfundshierarkiet. Men i Hejmdals tilfælde nævnes hans far aldrig. Digtet Hyndlaljód viser, at mødrene var jættekvinder, og at de var møer, dvs. ugifte. Gro Steinsland mener, at det er en understregning af, at der ikke var en mand involveret i undfangelsen af Hejmdal, hvilket stiller ham i en ekstrem særstilling. Margaret Clunies Ross spekulerer modsat Steinsland i, om der eventuelt var en far involveret. Clunies Ross finder, at der en parallel til den ukendte fader i digtet Rígsþula, hvor han inkognito selv bliver far.. Hun foreslår, at det kan være den ene af de to havguder Ægir og Njord, der havde et incestuøst forhold til sine egne døtre, bølgerne. Det gør ham til enten jætte eller vane. Hilda Ellis Davidson mener, at der en svag implicit forbindelse mellem Hejmdal og vanerne. Denne formodning bygger hovedsageligt på formodede relationer mellem Hejmdal og havet, og derved underverdenen, som vanerne var stærkt knyttet til, samt, at Hejmdal primært medvirker i myter, hvor vanegudinden Freja spiller en rolle.

### Samfundsklassernes ophav
Ifølge eddadigtene Rígsþula (på dansk Rigs vandring), Hyndlaljóð og 1. vers af Völuspá er Hejmdal også menneskeslægtens stamfar, selvom han ikke nævnes i forbindelse med skabelsen af Ask og Embla. Steinsland mener, at grunden til det var, at han ikke blev opfattet som en skaber af mennesket i kropslig forstand, men snarere som socialt væsen og samfundsopbygger; dvs. at Hejmdal var gud for samfundet og kulturen. I Rígsþula fortælles det fx hvordan Hejmdal på vandring (under navnet Rig) langs stranden kommer til tre forskellige gårde, og der ligger i med tre forskellige kvinder. Det resulterede i tre sønner, hvorved han bliver stamfar til de samfundsgrupper trælle, bønder og jarle (stormænd). Sønnernes navne er en afspejling af den gruppe de repræsenterer:
- Þræl ("træl") fik han med kvinden Edda (oldemor) gift med Ái (oldefar).
  - Þræl giftede sig med kvinden Þír og sammen blev de ophav til trællenes æt.
- Karl fik han med Amma (bedstemor), gift med Afi (bedstefar).
  - Karl giftede sig med Snør, og sammen blev de ophav til karlenes (bøndernes) æt.
- Jarl fik han sammen med Móðir ("moder"), gift med Faðir (fader).
  - Jarl giftede sig med Erna, og sammen blev de ophav til jarlernes æt, dvs. aristokratiet. Deres yngste søn var Konr. Han blev ophav til mange sønner, hvoraf én af dem hed Danp, og han var den første konge af Danmark.

Digtet slutter med, at guden Rig selv åbenbarer sig for den unge Jarl og kalder ham sin søn. Jarls yngste søn får navnet Kon unge (kon ungr), som minder om ordet konnungr, der betyder konge. Som de eneste bliver de anerkendt af guden som hans eget afkom. Margaret Clunies Ross tolker digtets budskab som, at aristokraterne er gudens eneste anerkendte og dermed legitime arvinger, derfor er de også de eneste retmæssige arvinger de guddommelige gaver; fx odel, runemagi og magt. Hun mener dog også, at digtet formentlig er opstået sent, da hun mener, at den tredelte samfundsorden sandsynligvis er en afspejling af den kristne middelalderlige tradition om de tre stænder, selvom de enkelte funktioner ikke er helt ens. Gro Steinsland stiller spørgsmålstegn ved, om det oprindeligt var Hejmdal, der var mytens hovedperson. Det er kun i prosaindledningen, at han identificeres med "Rigr", og ikke noget steds i selve digtet. Hun finder, at karakteren af "Rigr"-figuren i realiteten mere minder om det, man kunne forvente af Odin end af Hejmdal. Hun foreslår, at identificeringen i indledningen kan være resultatet af en misforståelse, opstået med udgangspunkt i idéen om Hejmdal som menneskets stamfar.

## Heimdal og Ragnarok
Når Ragnarok indledes, skal Hejmdal blæse i Gjallarhorn for at vække aserne. Senere skal han selv møde Loke i en kamp, hvor de begge falder. Derved får han en vigtig eskatologisk rolle, idet han indvarsler verdens ende med sit horn. Det kan være en parallel til ærkeenglen Mikael. Da Loke og Hejmdal er døde, lader Surt sin ild blusse, så jorden går under, dvs. Hejmdal repræsenterer gudernes sidste modstand inden undergangen. Det er foreslået, at forestillingen om Ragnarok er påvirket af kristne traditioner som Balders død og Hejmdals horn, men mange elementer tyder på, at ideen om undergangen har gamle rødder i nordisk religion, og at Hejmdals rolle er en oprindelig nordisk tradition.
Endnu et tegn på Hejmdals mulige funktion som gud for samfundsordenen er, at Ragnarok i Völuspá begynder efter en tid, hvor slægtssamfundet er gået i opløsning. Lige som Ragnarok overordnet var et resultat af en slægtsfejde mellem aserne og jætterne, der var præget af edsbrud og svig: alvorlige forbrydelser mod samfundsordenen. Gro Steinsland finder, at det er i sin egenskab som ophavsmand til samfundet, at Hejmdal kommer til at fungere som en samlende figur for hele den kosmologiske fortælling i Völuspá.

## Spekulationer over funktion og oprindelse
Hejmdals gådefulde fremtræden i myterne har givet grobund for mange meget forskellige teorier om hans funktion i mytologien og religionen og til hans ophav. I modsætning til de guder, der næsten ikke er overleveret kilder til, så optræder Hejmdal mange steder, men det er svært at indpasse ham i en entydig kategori. Det er bl.a. blevet foreslået af forskellige forskere, at han var en gedegud, væddergud, spættegud, solgud, månegud, fallisk gud, personificering af verdenstræet, en nordisk variant af de kristne figurer Mikael, Gabriel eller Kristus eller af romernes Janus, indernes Agni og persernes Mithras.
Den komparative religionshistoriker Georges Dumézil anså Hejmdal for at være en gammel indoeuropæisk gud, af en type, som han betegnede som første gud. Denne type er i hans beskrivelse ikke det samme som den højeste gud. I den romerske mytologi fandt Dumézil en parallel i guden Janus. Derudover betegnede han også Hejmdal som en rammegud, dvs. én, der er der fra begyndelsen, og som fortsat vil være der til afslutningen. Dumézil foreslog, at det hinduistiske modstykke var guden Dyaus, en af de otte Vasuer, der reinkarnerede sig som rammehelten Bhishma i Mahabharata; han var en kongesøn, der sammen med sine syv brødre var blevet født af floden Ganges, der havde taget form af en dødelig kvinde. De syv brødre vendte tilbage til deres udødelige form, da deres børn druknede dem umiddelbart efter fødslen. Kun Dyaus fik mulighed for at leve et fuldt jordisk liv i skikkelse af Bhishma. Hans skæbne var, at han aldrig selv ville opnå magt eller få direkte efterkommere. I stedet må han optræde som værge for sin halvbroders efterkommere, herunder de fem Pandavabrødre, der repræsenterede samfundets klasser. Bhishma er selv den sidste, der vil dø i Kurukshetra-slaget.
Branston (1980) har modsat Dumézil foreslået, at Hejmdal er en parallel til den vediske Agni, ildens gud. Han er ifølge de vediske tekster er han enten født af vandet eller gemmer sig i det, og han er født af enten to, syv, ni eller ti mødre (antallet varierer fra tekst til tekst). De ti mødre bliver nogle stedet forklaret som de ti fingre på hånden, der kan bruges til at skabe ild. Denne teori svarer til bl.a. Viktor Rydbergs teorier om Hejmdal. Andre herunder den svenske religionsforsker Folke Ström mener, at han skal tolkes som en personificering af den kosmiske orden, herunder samfundsordenen og de sociale klasser i menneskenes verden. Atter andre har set ligheder mellem Hejmdals kendetegn og dem, der kan konstateres hos guddomme i samerne, tunguserne og inuitternes mytologier. Anders Bæksted foreslår, at han kan være en gammel solgud. Den tolkning bygger han på en formodning om, at hans fødsel af de ni mødre kan være et billede på solopgangen over havet, samt at det kan forklare betydningen af hans navn "Han, som lyser over verden". Bæksted erkender dog, at hans relation til jorden taler imod denne tolkning. Han konkluderer, at Hejmdal har været en personificering af kosmos med stærke relationer til verdensaksen Yggdrasil, Bifrost og himmelhvælvet.

### Kosmologisk betydning
I den korte udgave af Völuspá fra Hauksbók optræder der i slutningen en figur (vers 65), der kaldes Den Højeste Guddom. Det fortælles at han har sin bolig i himlen, og at han er gud for både begyndelse og slutning, dvs. at han omkranser hele verdensforløbet. Navnet på den mægtige gud, der skal komme for at herske efter den nye jords opstigen nævnes intetsteds, men Gro Steinsland mener gennem ordvalg og motiver, at han kan relateres til Heimdal.
Hejmdal er den eneste af de nordiske guder, hvis bolig, Himinbjörg (Himmelbjerget), er i himlen. Det er herfra, at han overvåger hele verden. Hyndlaljód (vers 44) tyder på det samme. Dertil kommer hans vigtige eskatologisk rolle, idet han indvarsler Ragnarok ved at blæse i Gjallerhorn; hvilket kan være en parallel til den kristne ærkeengel Gabriel. Hans ophav gør ham til noget særligt. I modsætning til de øvrige guder er han, som barn af ni kvinder, ublandet og fuldendt og ikke tvetydig. Det gør ham ifølge Steinsland til en værdig repræsentant for en anden og mere ordentlig og retfærdig verden. Da han er opstået af et kvindekollektiv alene, betyder det, at han ikke var et resultat af en blanding mellem forskellige og modsatrettede kræfter, men den kvindelige skaberkraft alene. Steinsland foreslår derpå, at Hejmdals kosmologiske rolle kan være udtryk for en hedensk reaktion på de kristnes forkyndelse om en almægtig skabergud.

## Skriftlige kilder
Hejmdal optræder i flere af de bevarede kilder, men der er tegn på, at der har eksisteret flere tabte myter, bl.a. det såkaldte Heimdallargaldri, som Snorre omtaler i Gylfaginning. En anden mulig myte forklarer de Hejmdals kenninger, hvori hans hoved sammenlignes med et sværd, som Snorre citerer i Skáldskaparmál.

### Gylfaginning
I den sektion af Yngre Edda, der kaldes Gylfaginning, findes følgende prosaiske resumé af Heimdalls funktioner og attributter:
| 27. Frá Heimdalli. Heimdallr heitir einn. Hann er kallaðr hvíti áss. Hann er mikill ok heilagr. Hann báru at syni meyjar níu ok allar systr. Hann heitir ok Hallinskíði ok Gullintanni. Tennr hans váru af gulli. Hestr hans heitir Gulltoppr. Hann býr þar, er heita Himinbjörg við Bifröst. Hann er vörðr goða ok sitr þar við himins enda at gæta brúarinnar fyrir bergrisum. Hann þarf minna svefn en fugl. Hann sér jafnt nótt sem dag hundrað rasta frá sér. Hann heyrir ok þat, er gras vex á jörðu eða ull á sauðum, ok allt þat er hæra lætr. Hann hefir lúðr þann, er Gjallarhorn heitir, ok heyrir blástr hans í alla heima. Heimdallar sverð er kallat höfuð manns. Hér er svá sagt: 39. Himinbjörg heita, en þar Heimdall kveða valda véum; þar vörðr goða drekkr í væru ranni glaðr inn góða mjöð. Ok enn segir hann sjálfr í Heimdallargaldri: 40. Níu em ek mæðra mögr, níu em ek systra sonr. | XXVI. En hedder Hejmdal, han kaldes den hvide As og er stor og hellig. Han fødtes som Søn af ni Møer, allesammen Søstre. Han kaldes ogsaa Hallinskidi og Gyldentand, hans Tænder var af Guld. Hans Hest hedder Guldtop. Han bor paa Himmelbjerg ved Bifråst. Han er Gudernes Vogter og sidder der ved Himlens Ende for at vogte Broen mod Bjergkæmper. Han kan nøjes med mindre Søvn end en Fugl og ser saavel ved Nat som ved Dag hundrede Mil frem for sig. Han kan ogsaa høre Græsset gro af Jorden eller Ulden af Faarene og naturligvis alt, der lyder stærkere. Han har den Lur, der hedder Gjålls Horn, og naar han blæser i den, høres det i alle Verdener. Hejmdals Sværd kaldes Mandshoved. Det siges om ham[48]: Himmelbjerg det hedder, hvor Hejmdal kvædes at herske over Helligdomme, der Gudernes Vogter i sin Vaaning drikker glad den gode Mjød. Og endvidere siger han selv i Hejmdals-Galder: Jeg er ni Mødres Barn, jeg er ni Søstres Søn. |

### Völuspá
I den første strofe af eddadigtet Völuspá proklameres det:
| 1. Hljóðs bið ek allar helgar kindir, meiri ok minni mögu Heimdallar; viltu at ek, Valföðr, vel fyr telja forn spjöll fira, þau er fremst of man. | 4. "Hører nu alle hellige Slægter, store og små Sönner af Hejmdal! Valfader! jeg lyder. Mælet jeg løfter om Mændenes Frasagn, de förste, jeg mindes. |

Senere i digtet er der en gådefuld hentydning til at Hejmdal har noget begravet under træet Yggdrasil:
| 27. Veit hon Heimdallar hljóð of folgit und heiðvönum helgum baðmi, […] | 25. Hun véd, hvor Hejmdals Horn er fjælet under det himmelhöje, hellige Træ; […] |

"Hljóð" er traditionelt blevet oversat med "horn", dvs. Gjallerhorn, og det er blevet foreslået, at det ligger der som pant, indtil Hejmdal skal bruge det ved Ragnarok. I nyere tid er der dog flere, der oversætter det til Hejmdals hørelse; jf. første ord i første strofe. Oversættelsen er dog stadig præget af usikkerhed.
Ved Ragnarok skal hornet lyde:
| 46. Leika Míms synir, en mjötuðr kyndisk at inu galla Gjallarhorni; hátt blæss Heimdallr, horn er á lofti, mælir Óðinn við Míms höfuð. | 47. Mims Sönner lege. Lydt til Gudekamp kalder det gamle, gjaldene Horn. Höjt blæser Hejmdal, Hornet han løfter. Odin taler med Mimes Hoved. |

### Hyndlujóð
I digtet Hyndluljóð omtales Heimdalls fødsel og navnene på hans mødre nævnes:
| 34 Vard einn borin i aardaga rammaukin miok raugna kindar. niu baaru þann nadbaufgann mann iotna meyiar vid iardar þraum. […] 36. Hann Gialp vm bar hann Greip vm bar. bar hann Eistla ok Eyrgiafa hann bar Vlfrun ok Angeyia Jmdr ok Atla ok Jamsaxa. 37. Sa var aukinn iardar megni sualkaulldum sæ ok sonar :dreyra. | 35 En blev født i årle Tider; Kraften blev øget for Guders Ætling. Jættemøer ni ved Jordens Rand fødte den væbnede, vældige Gud. […] 37. Gjalp ham fødte, Grejp ham fødte, Ejstla ham fødte og Ørgjava, Ulvrun ham fødte og Angöja, Imd og Atla og Jernsakse. 38 Vækst han tog af Jordens Vælde, af den svale Sø og det sonende Blod. |

### Grímnismál
I digtet Grímnismál beskrives Hejmdals bolig:
| 13. Himinbjörg eru in áttu, en þar Heimdall kveða valda véum; þar vörðr goða drekkr í væru ranni glaðr inn góða mjöð. | 13. Himinbjörg er den ottende, hvor Hejmdal råder for sine hellige Haller. Der drikker Gudernes Vogter i sin yndige Gård glad den gode Mjød. |

### Lokasenna
I digtet Lokasenna spotter Loke ham for sin vægtergerning, der kun giver ham en våd ryg:
| Loki kvað: 48. "Þegi þú, Heimdallr, þér var í árdaga it ljóta líf of lagit; örgu baki þú munt æ vera ok vaka vörðr goða." | Loke. 48. Ti du, Hejmdal! I årle Tider et ledt Liv dig bestemtes. Med våd Ryg må du altid vente og våge, du Guders :Vogter. |

### Rigs vandring
I prosaindledningen til eddadigtet Rígsþula bliver Hejmdal identificeret med guden "Rigr", der er på rejse i menneskenes land:
| Svá segja menn í fornum sögum, at einnhverr af ásum, sá er Heimdallr hét, fór ferðar sinnar ok fram með sjóvarströndu nökkurri, kom at einum húsabæ ok nefndist Rígr. | Så sige Mænd i gamle Fortællinger, at en af Aserne, som hed Hejmdal, for på Rejse langs med en Strand ved Søen; han kom til et Bo og kaldte sig Rig. |

I digtet identificeres kongerne som blomsten af menneskeheden, det må givetvis være et tegn på, at digtet oprindeligt er blevet forfattet til ære for en konge eller fyrste.
Navnet Rigr er formentlig beslægtet med det keltiske ord ríg, der betyder konge. Motivet med den rejsende gud, der besøger menneskenes huse er en anden parallel til keltisk mytologi. Det kendes især fra de irske myter, som er knyttet til Manannán mac Lir, en havgud associeret med Isle of Man og som blev kaldt Havets søn.

## Heimdall og Thors hammer
Þrymskviða er det Hejmdal, der foreslår, at Thor klæder sig ud som gudinden Freja, for at han kan hente sin stjålne hammer tilbage:
| 15. Þá kvað þat Heimdallr, hvítastr ása, vissi hann vel fram sem vanir aðrir: "Bindum vér Þór þá brúðar líni, hafi hann it mikla men Brísinga. | 15. Ord tog da Hejmdal, den hvideste As - fremvís var han som Vaner alle -: "Binde vi Thor i Brudelin; Brisingemen må han tage. |

På baggrund af denne tekst har Hilda Ellis Davidson foreslået en mulig forbindelse mellem Hejmdal og vanerne. Den præcise betydning af sætningen sem vanir aðrir er imidlertid usikker, da det både kan betyde, at Hejmdal er ligesom vanerne eller har samme evner som dem.

### Skáldskaparmál
I Snorres værk Skáldskaparmál refereres det mytologiske stof vedrørende Hejmdal, der ikke kendes fra andre steder, og som derfor sandsynligvis har været omtalt i nu tabte myter. En eller flere af dem er tilsyneladende omtalt i skjalden Úlfr Uggasons digt Húsdrápa:
| 15. Heimdallarkenningar. Hvernig skal Heimdall kenna? Svá, at kalla hann son níu mæðra eða vörð goða, svá sem fyrr er ritat, eða hvíta ás, Loka dólg mensækir Freyju. Heimdallar höfuð heitir sverð. Svá er sagt, at hann var lostinn mannshöfði í gegnum. Um þat er kveðit í Heimdallar galdri, ok er síðan kallat höfuð mjötuðr Heimdallar. Sverð heitir manns mjötuðr. Heimdallr er eigandi Gulltopps. Hann er ok tilsækir Vágaskers ok Singasteins. Þá deilði hann við Loka um Brísingamen. Hann heitir ok Vindlér. Úlfr Uggason kvað í Húsdrápu langa stund eftir þeiri frásögu, ok er þess þar getit, at þeir váru í selalíkjum. Hann er ok sonr Óðins. | VIII. Hvorledes skal man betegne Hejmdal? Ved at kalde ham ni Mødres Søn, Gudernes Vogter eller Hvide-As, Loki-Fjende, Frejas Halssmykke-Søger. Sværd hedder Hejmdals Hoved; det hedder sig nemlig, at der blev hugget et Mandshoved igennem ham. Om ham er der berettet i Hejmdals-Galder, og Hoved er siden betegnet som Hejmdals Mjåtud, Sværd kaldes Mands Mjåtud. Han søgte til Vagaskær og Singasten, hvor han kapsvømmede med Loki efter Brisingsmykket. Ulf Uggason kvad i "Husdrapa" længe efter dette Sagns Oprindelse, at de var i Sælhundeskikkelse, da denne Kamp fandt Sted. Hejmdal er Odins Søn, han er Ejer af Guldtop, og han hedder ogsaa Vindler. |

## Arkæologiske levn
Der kendes meget få arkæologiske levn, der kan forbindes til Hejmdal. Der er generel enighed om, at det er Hejmdal, der er afbilledet med et horn på et panel på Gosforth korset fra England. Derudover er det også blevet foreslået, at ham, der holder et horn og et sværd, på en runesten fra Jurby på Isle of Man forestiller Hejmdal.